# Salah Assad
Salah Assad (arabisch صالح عصاد, DMG Ṣāliḥ ʿAṣṣād; * 13. März 1958 in Larbaâ Nath Irathen) ist ein ehemaliger algerischer Fußballspieler. Der Stürmer spielte während seiner aktiven Zeit hauptsächlich für den algerischen Fußballverein RC Kouba sowie den französischen Verein FC Mulhouse. Für die algerische Nationalmannschaft trat Assad unter anderem bei den Weltmeisterschaften 1982 und 1986 an und erzielte bei der Weltmeisterschaft 1982 im Spiel gegen Chile zwei Tore zum Endstand von 3:2.

## Erfolge

### Vereinsebene
- Algerischer Fußballmeister 1980/1981 mit RC Kouba[2]

### International
- Goldmedaille bei den Afrikaspielen 1978 in Algier
- Bronzemedaille bei den Mittelmeerspielen 1979 in Split
- 2. im Finale des Afrika-Cups 1980 in Nigeria
- Viertelfinale bei den Olympischen Sommerspielen 1980 in Moskau

### Persönliche Erfolge
- Bester linker Stürmer bei der FIFA-Weltmeisterschaft 1982
- Bester afrikanischer Sportler 1982
- Zweitbester afrikanischer Fußballspieler 1982